# Abrolho
Um abrolho  (de "abre o olho") é uma formação rochosa na superfície da água, que dificulta a navegação naquela região ligada ao mar. O nome é um aviso aos marinheiros, para que mantenham os "olhos abertos" nas regiões em que estes acidentes geográficos se encontram, evitando acidentes.
Como rochedos na superfície da água, tais acidentes geográficos oceânicos também se assemelham aos recifes (arrecife) e ao escolho ou baixios (banco de areia). 
Normalmente usa-se o termo no plural abrolhos.
Por esta razão, deram os portugueses o nome de Abrolhos a um arquipélago do litoral da Bahia.